# Antemio (prefetto del pretorio)
Flavio Antemio (latino: Flavius Anthemius; fl. 400-414) è stato un politico romano dell'Impero orientale.

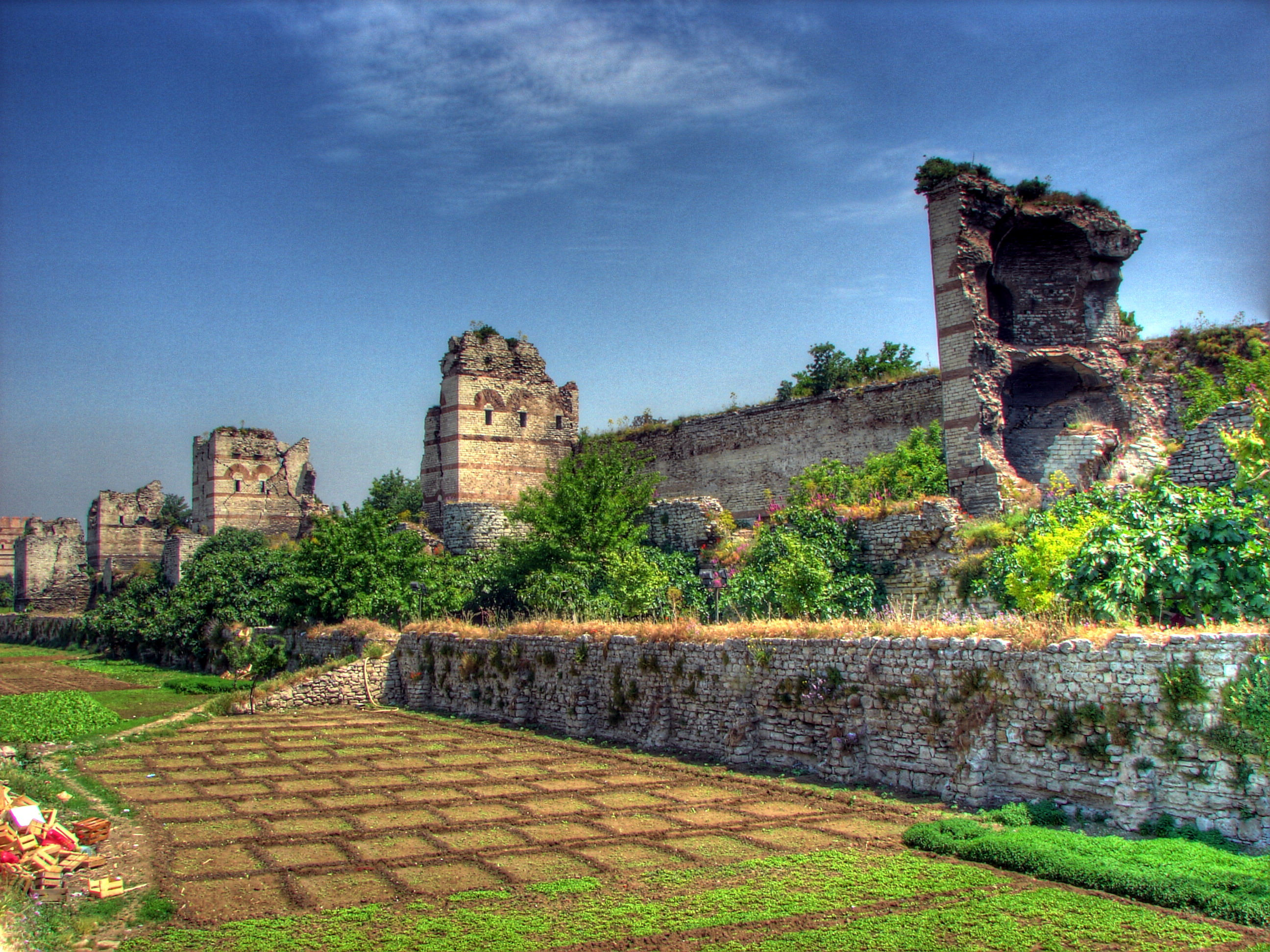
Le Mura teodosiane di Costantinopoli furono erette per volere di Antemio: una volta completate, nel 414, raddoppiarono l'estensione della capitale dell'Impero romano d'Oriente. Quelle attuali sono il risultato di più ampliamenti successivi.

Col ruolo di prefetto del pretorio per l'oriente detenne il potere effettivo durante la parte finale del regno di Arcadio e i primi anni di quello di Teodosio II.

## Biografia
Il nonno di Antemio, Flavio Filippo, era stato prefetto del pretorio di Costanzo II nel 346; suo figlio, Antemio Isidoro era egiziano, e probabilmente lo era pure lui. Era suocero di Procopio e quindi nonno materno dell'imperatore d'Occidente Antemio
Partecipò ad una missione diplomatica in Persia, forse quella del 383. Successivamente fece carriera sotto l'imperatore Arcadio (395-408): fu nominato comes sacrarum largitionum nel 400 e poi magister officiorum nel 404. Durante quest'ultima magistratura (Pasqua 404), avvenne la deposizione di Giovanni Crisostomo, patriarca di Costantinopoli, e gli avversari di Crisostomo chiesero ad Antemio di fornire le truppe per disperdere la folla che osteggiava la deposizione: il magister prima si rifiutò, poi cedette, dichiarando che sarebbero stati loro i responsabili delle conseguenze.
Fu eletto console per l'anno 405, assieme a Stilicone; il 10 luglio dello stesso anno ottenne la prefettura del pretorio d'Oriente, la seconda carica dell'impero, succedendo ad Aureliano dopo la morte dell'augusta Elia Eudossia. Fu poi nominato patricius il 28 aprile 406, carica che rafforzò la sua posizione di uomo più potente dell'impero dopo l'imperatore.
Durante gli ultimi anni del regno di Arcadio, Antemio portò avanti la politica anti-germanica del suo predecessore, tentando allo stesso tempo di garantire l'autonomia e l'integrità territoriale dell'Impero d'Oriente. Questa politica lo mise in opposizione col potente Stilicone, cui faceva capo l'Impero d'Occidente e che aveva come scopo la subordinazione dell'Impero d'Oriente a quello d'Occidente e il passaggio della prefettura dell'Illyricum all'Occidente. Sul piano della politica estera, Antemio dovette affrontare le minacce portate dalla presenza dei Visigoti di Alarico I in Illyricum e dal continuo stato di insurrezione delle popolazioni dell'Isauria, che portavano nocumento alle province dell'Asia Minore. Sono inoltre da far ricondurre ad Antemio le numerose leggi contro Giudaesimo, eresia e Paganesimo promulgate in questo periodo.
Dopo la morte di Arcadio (408), salì al trono il di lui figlio Teodosio II, che all'epoca aveva sette anni. Come reggente dell'imperatore bambino, Antemio stipulò una pace con la Persa e ristabilì relazioni amichevoli con la corte di Ravenna, soprattutto dopo la morte di Stilicone (agosto 408).
Riuscì a regolarizzare la fornitura di grano per la città di Costantinopoli. La capitale dell'impero era infatti rifornita di grano per mezzo di carichi di grano egiziano trasportati da una flotta sotto l'autorità del praefectus urbi: in passato la cattiva organizzazione di questo fondamentale servizio, causato da una mancanza di navi da trasporto, aveva originato carestie in città, tra cui l'ultima nel 408. Pertanto, nel 409, Antemio riorganizzò il trasporto del grano, garantendo riduzioni delle tasse per i trasportatori e procurando grano da altre zone, oltre che creando un fondo d'emergenza per l'acquisto e la distribuzione di grano ai cittadini. Nello stesso anno promulgò leggi volte ad assicurare la raccolta delle tasse, ma, nel 414, ordinò anche il condono delle tasse pregresse degli anni 368-407.
All'inizio della sua reggenza si ebbe l'invasione degli Unni di re Uldin (409), che furono però respinti. L'esigenza di provvedere alla difesa dell'impero lo spinse a rafforzare la flotta del Danubio, responsabile per la difesa della Moesia e della Scizia. Sempre in questa ottica di rafforzamento delle difese, va vista l'edificazione delle cosiddette Mura teodosiane di Costantinopoli, in effetti iniziate per volere di Antemio. Queste mura, resesi necessarie perché all'inizio del V secolo Costantinopoli era cresciuta al di fuori delle mura volute da Costantino I, si allungano per 6,5 kilometri dal Mar di Marmara al quartiere delle Blachernae vicino al Corno d'Oro: completate nel 413, le mura raddoppiarono l'estensione della città, tanto che lo storico Bury chiamò Antemio "il secondo fondatore di Costantinopoli".
Dal 18 aprile 414 Antemio scompare dalla scena, con la reggenza assunta dall'augusta Elia Pulcheria e la prefettura ritornata ad Aureliano. Non è noto il fato di Antemio.
La stima di cui godeva Flavio Antemio è testimoniata da una lettera indirizzatagli da Crisostomo in occasione della sua elezione a prefetto, dove affermava che la prefettura riceveva lustro dal fatto che lui la tenesse più di quanto non fosse onorato lui dall'avere la prefettura.